# Scolelepis carrascoi
Scolelepis carrascoi är en ringmaskart som beskrevs av Maciolek 1986. Scolelepis carrascoi ingår i släktet Scolelepis och familjen Spionidae. Inga underarter finns listade i Catalogue of Life.